# Скворцов, Семён Антипович
Семён Антипович Скворцов (1894 — 1938) — помощник командующего по политической части и начальник политотдела Приморской группы войск ОКДВА, корпусной комиссар (1937). Расстрелян в 1938 году, реабилитирован посмертно.

## Биография
Родился в русской крестьянской семье. Окончил начальную школу и сельскохозяйственные курсы. Затем работал помощником монтёра. В феврале 1915 призван в царскую армию, и в том же году окончил учебную команду. Участник Первой мировой войны. В Красной армии с февраля 1919 по мобилизации, член РКП(б) с марта того же года, участник Гражданской войны. Принимал участие в боевых действиях под Петроградом в октябре 1919, в Карелии с ноября 1919 по февраль 1920, против войск Латвии с февраля по март 192, на Западном фронте с марта по август 1920. При этом занимая должности, в 1919—1920 красноармейца запасного полка 7-й армии, военкома 628-го Петроградского, 424-го и 490-го стрелковых полков, военкома 164-й бригады.
После Гражданской войны на ответственных должностях в соединениях РККА. В 1921—1922 начальник отделения пропаганды и отделения партийного строительства 21-й Пермской стрелковой дивизии. С сентября 1922 помощник начальника политического отдела той же дивизии. С июня 1924 заместитель начальника политического отдела 35-й Сибирской стрелковой дивизии. Затем до октября 1926 военком и начальник политического отдела 36-й Забайкальской стрелковой дивизии. 
С октября 1926 по июль 1927 слушатель Курсов усовершенствования высшего политического состава при Военно-политической академии имени Н. Г. Толмачёва. С сентября 1927 военком и начальник политического отдела 1-й Тихоокеанской стрелковой дивизии. С февраля 1929 начальник 1-го отдела политического управления Сибирского военного округа. С августа того же года начальник 1-го отдела политического управления Особой Дальневосточной армии. С октября 1930 заместитель начальника политического управления Особой Краснознамённой Дальневосточной армии. В феврале 1932 г. назначен помощником командующего (В. К. Блюхера) по политической части и начальником политического отдела Приморской группы войск ОКДВА.
В октябре 1937 по политическому недоверию уволен в запас. Исключён из ВКП(б), арестован 7 ноября 1937. Значится в сталинском списке осуждённых к ВМСЗ («за» 1-ю категорию Сталин и Молотов). Выездной сессией Военной коллегии Верховного суда СССР в Хабаровске 9 апреля 1938 осужден к ВМН по обвинению в «участии в военно-фашистском заговоре в РККА». Приговор приведен в день вынесения обвинительного приговора. Предположительное место захоронения — Хабаровское городское кладбище. Определением Военной коллегии Верховного суда СССР от 13 августа 1956 года посмертно реабилитирован.
Жена — Вера Николаевна Скворцова (1896 г.р.) в июле 1938 года была осуждена как член семьи изменника Родины к восьми годам лагерей.

### Звания
- младший унтер-офицер;
- дивизионный комиссар (20 ноября 1935);[6]
- корпусной комиссар (15 февраля 1937).

### Награды
- орден Красного Знамени СССР (1930).